# Făleștii Noi
Făleștii Noi è un comune della Moldavia situato nel distretto di Fălești di 2.373 abitanti al censimento del 2004

## Località
Il comune è formato dall'insieme delle seguenti località (popolazione 2004):
- Făleștii Noi (2.100 abitanti)
- Pietrosul Nou (273 abitanti)